# Ntala Skinner
Pour les articles homonymes, voir Skinner.
Ntala Skinner est une biathlète américaine, née le 22 février 1973.

## Biographie
Elle prend part aux Jeux olympiques d'hiver de 1998, pour sa dernière saison au niveau international.
Dans la Coupe du monde, elle obtient un podium en relais en mars 1994 à Canmore. Son meilleur résultat individuel dans cette compétition est une douzième place à l'individuel d'Anterselva en 1997.

## Palmarès

### Jeux olympiques
| Épreuve / Édition | Nagano 1998 |
| Sprint            |             |
| Individuel        | 61e         |
| Relais            | 15e         |

### Championnats du monde
| Épreuve            | 1993 à Borovets | 1995 à Ruhpolding | 1996 à Antholz | 1997 à Osrblie | 1998 à Hochfilzen |
| ------------------ | --------------- | ----------------- | -------------- | -------------- | ----------------- |
| Individuel         | 55e             | 47e               | -              | 74e            | -                 |
| Sprint             | 49e             | 64e               | 32e            | 55e            | -                 |
| Relais             | 11e             | 8e                | 14e            | 9e             | -                 |
| Course par équipes |                 | 13e               | 5e             |                | 10e               |

### Coupe du monde
- Meilleur classement général : 58e en 1997.
- Meilleur résultat individuel : 12e.
- 1 podium en relais : 1 deuxième place.